# 1999 na ciência

## Eventos
- Erupção vulcânica submarina da Serreta, ilha Terceira, Açores.[1]
- A Aspirina completa 100 anos[2].
- Síntese do elemento químico Ununquádio[3]
- 31 de dezembro - O Bug do Milênio se revela inofensivo[4].

## Nascimentos
| Data | Nome | Profissão | Nacionalidade | Observações | Ref |
| ---- | ---- | --------- | ------------- | ----------- | --- |

## Mortes
| Data            | Nome                   | Profissão                                                              | Nacionalidade            | Observações                                                                                              | Ref           |
| --------------- | ---------------------- | ---------------------------------------------------------------------- | ------------------------ | --- | ------------- |
| 2 de janeiro    | Sebastian Haffner      | jornalista e historiador                                               | Alemanha                 | n. 1907                                                                                                  |               |
| 13 de janeiro   | George Stibitz         | cientista de computação                                                | Estados Unidos           | n. 1904                                                                                                  |               |
| 5 de fevereiro  | Wassily Leontief       | economista                                                             | União Soviética          | n. 1906 Nobel de Economia 1973                                                                           | [ 5 ]         |
| 15 de fevereiro | Henry Way Kendall      | físico                                                                 | Estados Unidos           | n. 1926 Nobel da Física 1990                                                                             | [ 6 ]         |
| 21 de fevereiro | Gertrude B. Elion      | bioquímica                                                             | Estados Unidos           | n. 1918 Nobel de Fisiologia ou Medicina 1988                                                             | [ 7 ]         |
| 25 de fevereiro | Glenn Theodore Seaborg | químico                                                                | Estados Unidos           | n. 1912 Nobel da Química 1951 Prémio Enrico Fermi 1959                                                   | [ 8 ] [ 9 ]   |
| 3 de março      | Gerhard Herzberg       | químico                                                                | Alemanha                 | n. 1904 Nobel da Química 1971 Medalha Real 1971                                                          | [ 8 ] [ 10 ]  |
| 7 de março      | Antônio Houaiss        | filólogo, escritor, crítico literário, tradutor, diplomata e professor | Brasil                   | n. 1915                                                                                                  |               |
| 7 de março      | Friedrich Asinger      | químico                                                                | Alemanha                 | n. 1907                                                                                                  |               |
| 23 de abril     | Francis John Pettijohn | geólogo                                                                | Estados Unidos           | n. 1904 Medalha William H. Twenhofel 1974 Medalha Wollaston 1974 Medalha Penrose 1975 Medalha Sorby 1982 | [ 11 ] [ 12 ] |
| 25 de abril     | William McCrea         | astrónomo e matemático                                                 | Reino Unido              | n. 1904 Medalha de Ouro da Royal Astronomical Society 1976                                               | [ 13 ]        |
| 28 de abril     | Arthur Schawlow        | físico                                                                 | Estados Unidos           | n. 1921 Nobel da Física 1981                                                                             | [ 6 ]         |
| 11 de junho     | Herbert Jasper         | neurologista                                                           | Canadá                   | n. 1906 Prémio Albert Einstein 1995                                                                      | [ 14 ]        |
| 8 de julho      | Charles Conrad         | astronauta                                                             | Estados Unidos           | n. 1930                                                                                                  |               |
| 26 de julho     | Trygve Magnus Haavelmo | economista                                                             | Noruega                  | n. 1911 Nobel de Economia 1989                                                                           | [ 5 ]         |
| 16 de novembro  | Daniel Nathans         | microbiologista Prémio Nobel                                           | Estados Unidos           | n. 1928 Nobel de Fisiologia ou Medicina 1978                                                             | [ 7 ]         |
| 5 de dezembro   | Nathan Jacobson        | matemático                                                             | Polónia / Estados Unidos | n. 1910 Prémio Leroy P. Steele 1998                                                                      | [ 15 ]        |

## Prémios

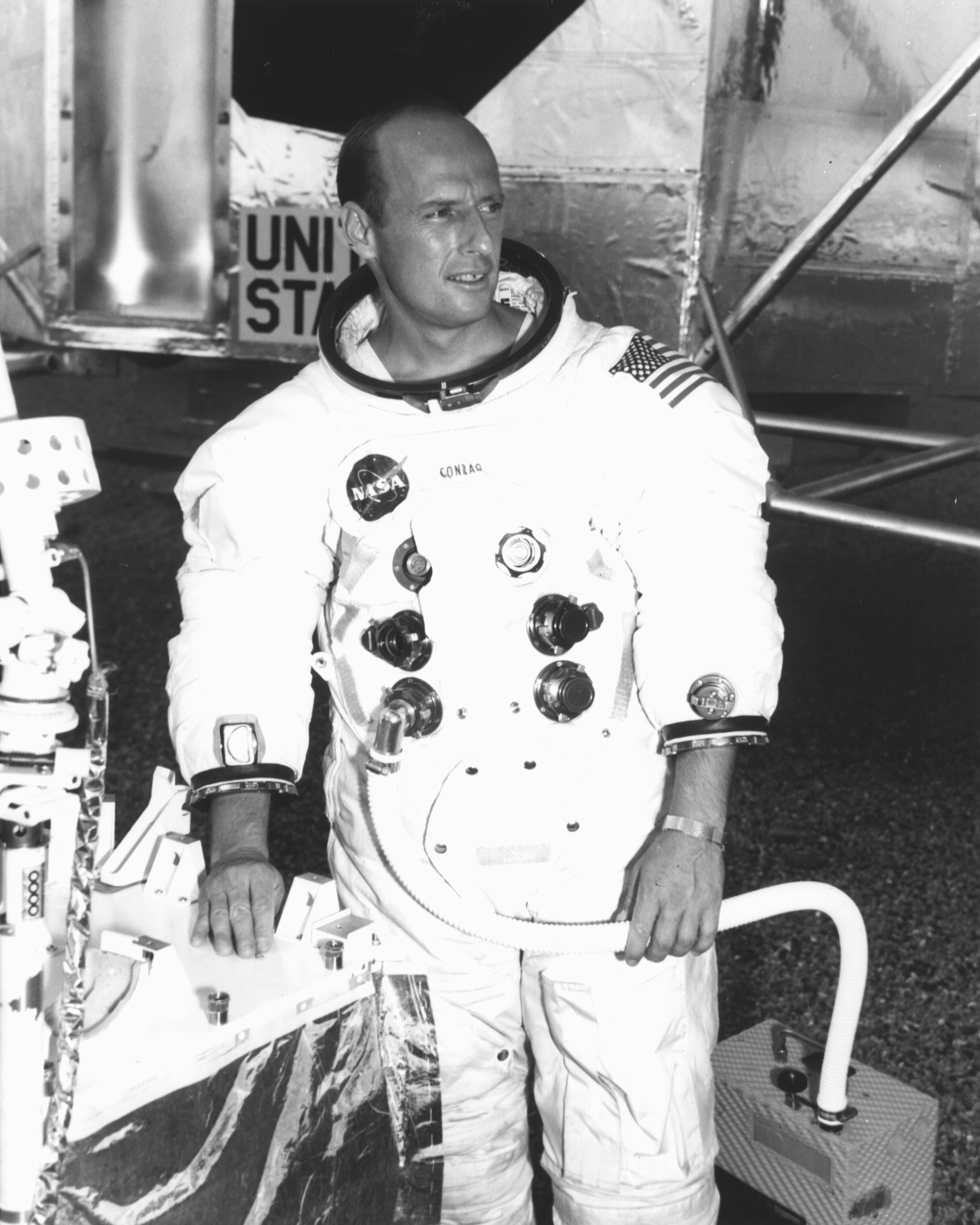
Charles Conrad
1930 - 1999

Medalha Albert Einstein
- Friedrich Hirzebruch[16]

Medalha Arthur L. Day
- Donald J. DePaolo[17]

Medalha Bigsby
- Ali Mehmet Celal Sengor[18]

Medalha Bruce
- Geoffrey Burbidge[19]

Medalha Copley
- John Maynard Smith[20]

Medalha Davy
- Malcolm Harold Chisholm[21]

Medalha Guy
- ouro - Michael Healy[22]
- prata - Peter Green[23]
- bronze - P.W.F. Smith[24] e J. Forster[24]

Medalha Hughes
- Alexander Boksenberg[25]

Medalha Lavoisier (SCF)
- Sociedade Alemã de Química[26]

Medalha Penrose
- M. Gordon Wolman[12]

Medalha Real
- John Frank Davidson[10], Patrick David Wall[10] e Archibald Howie[10]

Prémio Fermat
- Fabrice Béthuel[27] e Frédéric Hélein[27]

Prêmio Leroy P. Steele
- John Forbes Nash[15] e Michael Crandall[15]

Prémio Nobel
- Física - Gerardus 't Hooft[6], Martinus J. G. Veltman[6]
- Química - Ahmed H. Zewail[8]
- Medicina - Günter Blobel[7]
- Economia - Robert A. Mundell[5]

Prémio Turing
- Fred Brooks[28]